# Die Trying
Die Trying — рок-группа, сформированная в городе Сакраменто (Калифорния) в 2001. К настоящему моменту выпустила один EP и один полноценный альбом. Вновь расформирована в 2008.

## История
После подписания контракта с Island Records в 2002 году, они выпустили первый сингл — «Oxygen’s Gone». Клип на эту песню был в ротации на каналах MTV, MTV2 и Fuse. Песня находилась в чарте Billboard’s Hot Mainstream Rock Tracks 8 недель, и достигла #35. В чарте Billboard’s Modern Rock Tracks сингл находился 6 недель и достиг #29.
10 июня 2003 года Die Trying выпускают дебютный одноимённый альбом. Die Trying находился в чарте Billboard Top Heatseeker 10 недель и достиг #14. Джекоби Шэддикс из Papa Roach поёт вместе с вокалистом Die Trying в песне «Conquer the World» с этого альбома.
Die Trying расформировалась в 2004 году по причинам, со слов группы, «shitty management, drugs, lawsuits, band drama, and all kinds of bad luck» («дурацкого менеджмента, наркоты, судебных тягот, драмы группы и других неудач»).
В 2006 году они воссоединились под именем Vanity Kills. В 2007 сменили название сначала на Sin City Angels, а затем вернулись к оригинальному Die Trying и зимой этого же года выпустили новую демозапись Die Young, две песни с которого - Faded Memories и New York City Lights были выложены в MySpace-профиле группы.
Можно сказать, что группа вновь расформирована, так как на их MySpace-страничке не было ни одного обновления в течение года.
Известно, что Джои Куна, ныне известный под сценическим псевдонимом Joey Roxx, присоединился в 2008 году к группе Burn Halo, вокалистом которой является бывший фронтмен группы Eighteen Visions, Джон Харт. Джек Син присоединился к металкор-группе 80 Proof Riot, одну из их песен можно услышать в его MySpace-профиле.

## Состав группы
- Джассен Дженсен — вокал
- Джек Синамиан — гитара, бэк-вокал
- Джои Куна — гитара
- Квентин Гарсиа — бас-гитара
- Мэтт Конли — барабаны

### Бывшие участники
- Стив Авери — бас-гитара
- Чед Экерман - гитара
- Шэйн Блэй - гитара

## Дискография
- 2002 — Sparrows (EP)
- 2003 — Die Trying
- 2007 — Die Young (demo)